# Tesoro di Bernay

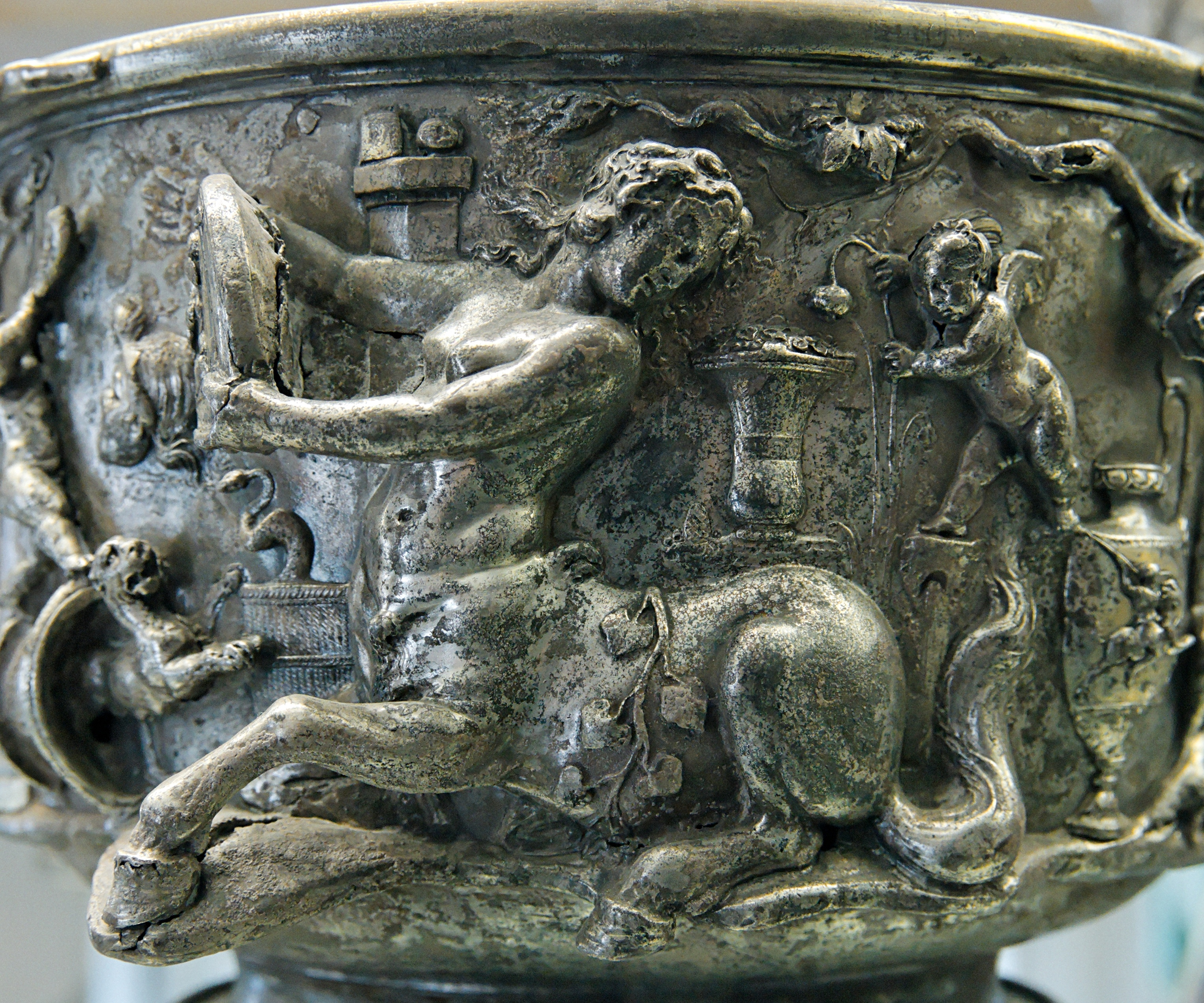
Particolare della Coppa del Centauro

Il Tesoro di Bernay  (noto anche come tesoro di Berthouville) è un ritrovamento di 69 oggetti in argento romani (epoca I - III secolo d.c.), scoperti a Berthouville, nei pressi di Bernay in Francia nel 1830. Gli oggetti, ora conservati al Musée des monnaies, médailles et antiques della Biblioteca nazionale di Francia, provengono da un antico tempio dedicato a Mercurio; i pezzi sono battuti a martello e una completa argentatura nasconde le cavità dello sbalzo.